# Aphyocypris
Aphyocypris is een geslacht van straalvinnige vissen uit de familie van eigenlijke karpers (Cyprinidae).